# Vayres-sur-Essonne
Vayres-sur-Essonne è un comune francese di 956 abitanti situato nel dipartimento dell'Essonne nella regione dell'Île-de-France.

## Storia

### Simboli
Il crescione è la principale coltura locale, lo scaglione ondato rappresenta il fiume Essonne e gli smalti nero e oro derivano dal blasone della famiglia de Veres che in passato furono signori del luogo.

## Società

### Evoluzione demografica
Abitanti censiti